# エービッツ
株式会社エービッツは、青森県青森市に本社を置く、情報システム関連企業である。

## 沿革
- 1968年4月 - 「株式会社青森コンピュータセンター」設立
- 1998年1月 - 創立30周年を期に、略称を「エービッツ（A-BITS）」に変更
- 2000年4月 - 「株式会社エービッツ」に商号変更
- 2005年2月 - プライバシーマーク付与認定を取得

## 主な業務
- 官公庁向け総合行政システム
- 民間向け自社開発パッケージ 他

## 事業所
本社
- 青森市大字石江字江渡6-5

事業所
- 新町事業所／青森市新町2-6-25

営業所
- 弘前営業所／弘前市駅前2-2-2
- 八戸営業所／八戸市大字番町3
- むつ営業所／むつ市横迎町2-16-7